# فدراسیون اسنوکر و بیلیارد جیبی ارمنستان
فدراسیون جمهوری ارمنستان (ارمنی: Հայաստանի սնուկերի և գրպանի բիլիարդի ֆեդերացիա) که با نام فدراسیون اسنوکر و بیلیارد جیبی ارمنستان نیز شناخته می‌شود، نهاد تنظیم‌کننده ورزش اسنوکر و بیلیارد جیبی در ارمنستان می‌باشد که توسط کمیته المپیک ارمنستان اداره می‌شود و مقر آن در شهر ایروان واقع شده است.

## تاریخچه
این فدراسیون در اوت ۲۰۱۹ میلادی تأسیس شد . این فدراسیون عضو کامل فدراسیون بین‌المللی اسنوکر و بیلیارد و انجمن اروپایی اسنوکر و بیلیارد می‌باشد.
ارمنستانی در مسابقات قهرمانی در سطوح مختلف اروپایی و بین‌المللی از جمله در مسابقات قهرمانی جهانی و بازی‌های المپیک تابستانی شرکت می‌کنند.
این فدراسیون، نخستین دوره مسابقات اسنوکر را در آوریل ۲۰۲۱، در آرتساخ برگزار کرد